# كادونا يونايتد
كادينا يونايتد ، هو نادي كرة قدم نيجيري تأسس عام 2000. وهو نادي أساسي في نيجيريا ويلعب مبارياته في ستاد مدينة كادونا الذي يتسع ل10000 متفرج. وكان يدربه البلجيكي موريس كورمان منذ عام 2009.